# Andrzej Złotkowski
Andrzej Złotkowski herbu Topór (zm. w 1623/1624 roku) – kasztelan kamieński w 1622 roku.
Jako senator był obecny na sejmie zwyczajnym w roku.